# Kapel De Wijk

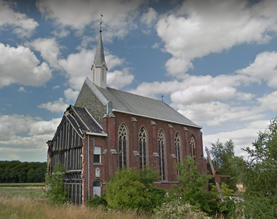
Kapel De Wijk

Kapel De Wijk is een wijkkapel gelegen in het Belgische 't Vogeltje, een gehucht van de Poperingse deelgemeente Proven.

## Geschiedenis
De kapel heeft een rijke geschiedenis en had verschillende doeleinden. In 1837 stichtte pastoor-deken Bruno Van Merris die verantwoordelijk was voor de kloosterorde Sint-Vincentius een kapel in het gehucht ’t Vogeltje. Naast de kapel werd in 1841 het klooster en een school gebouwd.
In het klooster met bijhorende kapel leefden de kloosterzusters die zich verdiepten in kantwerk. Dit was hun inkomstenbron en ze organiseerden lessen in de school. In 1975 werden de landbouwactiviteiten stopgezet door de keldering van de hopprijzen. Het klooster was opgebouwd rond een binnenplaats, de latere speelplaats.

Doordat de schoolactiviteiten in het gehucht afnamen en de zusters zich groepeerden in grotere complexen kwam de locatie leeg te staan. Later werd het klooster rond de kapel en de school afgebroken en enkel de kapel bleef staan.

## Gebouw en stijl

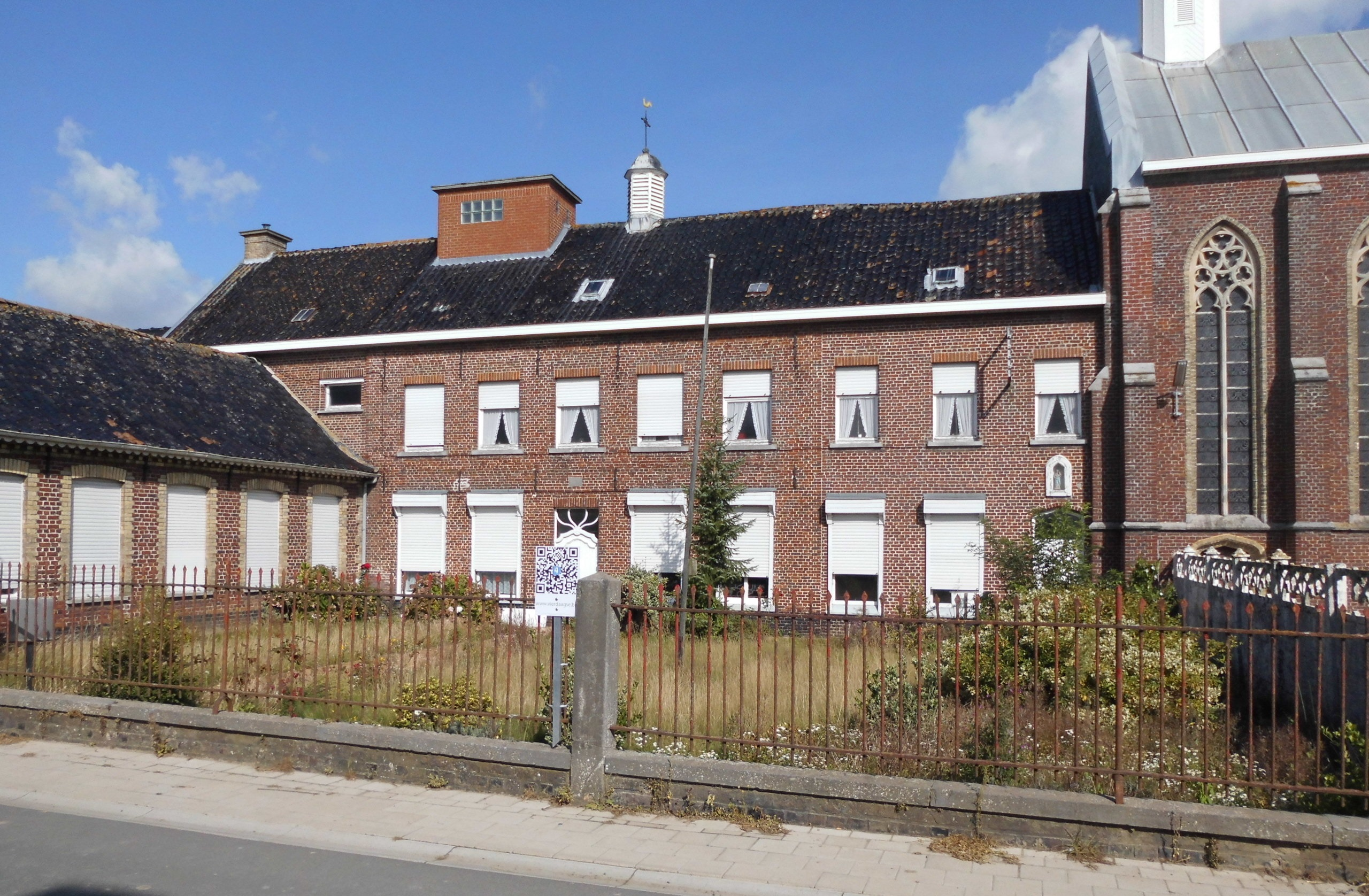
School 't Vogeltje

De kapel is gebouwd in neogotische stijl en bestaat uit rode bakstenen op arduinen sokkels. Rond de ramen is er gewerkt met gele bakstenen die zich doortrekken in de rest van het gebouw. Aan de westelijke kant bevindt zich een puntgevel. Het dak is bekleed met leienbeschietingen. Aan de oostzijde is de kapel verbonden met de school.

## Toekomst
De toekomst van de kapel is onduidelijk. In 2017 besliste het stadsbestuur van Poperinge om het schooltje af te breken. Na die werken was er veel vandalisme en bleef de kapel een ruïne. In de toekomst wil het stadbestuur hier een ontmoetingsruimte maken en een cultuurcentrum uitbouwen. Er komen woningen op de vroegere plaats van het schooltje.